# 及川眠子
及川眠子（日语：／ Oikawa Neko，1960年2月10日—）是日本一位词作家，出身于和歌山县的和歌山市。

## 人物简历
及川眠子在初中时代就因为“喜欢音乐，想要从事音乐相关的职业（音楽が好きで、音楽に携る仕事がしたい）”而梦想成为一名词作家，并且给自己起了“及川眠子”这个笔名。高中时代，及川眠子又憧憬成为创作歌手，但由于始终无法弹奏好吉他的F和弦而最终放弃了作曲的念想。毕业后，在从事了诸如乡镇杂志编辑、文案等12个工作之后，及川眠子参加了“三菱Minica吉祥物之歌大赛”征集活动并提交了作品。这首作品在征集的36,785件作品中脱颖而出，并获得最优秀奖；同时也成为该车在1985年所投放之广告歌的歌词，歌曲由和田加奈子演唱。这也是及川眠子作为词作家的首次登场。实际上，的部分歌词是由秋元康补充完成的；但在8个月后，及川眠子就为偶像组合Popins的新专辑创作了《秘密百分百（秘密100パーセント）》、《撕裂丑闻（リップ・スキャンダル）》等大量作品。
在富士太平洋音乐出版社（现富士太平洋音乐公司）工作期间，及川眠子为Wink、CoCo等活跃于1980年代末期到1990年代前期的许多偶像的热门歌曲提供填词。1989年，由及川眠子填词并由Wink演唱的《寂寞的热带鱼》获得了“第22届全日本有线放送大奖年度大奖”和“第31届日本唱片大奖最高奖”。1994年，同样由及川眠子填词而由家铺隆仁演唱的《东京》获得了全日本有线放送大奖的“读卖电视最优秀奖”和“特别奖”。此外，1995年发行的由及川眠子填词而由高桥洋子演唱的《残酷天使的行动纲领》在发行15年后，为及川眠子赢得了日本音乐著作权协会奖金奖（版权收入第一位）。同时，及川眠子还为广告及音乐剧创作作品。
有一些作品及川眠子自己很喜爱，却并不畅销。例如：由池田聪演唱的《我不是你（僕は君じゃない）》、大地真央的《摇篮曲（ララバイ）》等。
关于版税部分，“新世纪福音战士很棒，卡拉OK唱一次就可以收入1到1.2日元；弹珠机的收入要高于卡拉OK”。而关于年收入，来自弹珠机的收入曾使她年入过亿；截至2015年的25年间，年收入都没有低于3000万日元过。不过及川眠子也表示她很少看《新世纪福音战士》，因为这是一件已经完成的工作，她没有兴趣。

## 评价影响
Wink的制作人水桥春夫评价道，“第一次看到她的歌词，就觉得她的着眼点和其他人不一样。”而《新世纪福音战士》主题曲的演唱者高桥洋子则表示，不管多么难的曲子，一旦加入了及川眠子的填词就会变得容易起来，因为她的歌词是“演唱时的日常用语”。
加川良和中山拉比都受到过及川眠子的影响。

## 填词作品
截至2018年6月，及川眠子共计担当填词人的音乐作品有931件；而由她创作的广告曲、音乐剧配曲等其他作品有303件。
- 逢川将晖（日语：逢川まさき）
  - 《不能哭的女人（泣けない女）》
- 相田翔子
  - 《织锦绣帷（日语：This Is My Love）》
- Wink
  - 《爱不会停止～将它变成爱～（日语：愛が止まらない 〜ターン・イット・イントゥ・ラヴ〜）》
  - 《叮叮～两列从爱开始的火车～（DING DING 〜恋から始まるふたりのトレイン〜）》
  - 《你好坏～爱在第一位～（悪いあなた 〜Love In The First Degree〜）》
  - 《心情好时想跳舞～穿过我破碎的心～（優しい頃を踊りたい 〜Cross My Broken Heart〜）》
  - 《不要流泪～男孩别哭～（日语：涙をみせないで 〜Boys Don't Cry〜）》
  - 《只有寂寞（Only Lonely）》
  - 《～特别为你～被快乐拥抱（Especially For You 〜優しさにつつまれて〜）》

## 出版书籍
- 《明天将是“理想的”规则（あした「理想の自分」になるルール）》（2003年，East Press（日语：イースト・プレス））

- 《梦一般的版税生活者（夢の印税生活者）》（2003年，讲谈社）

- 《破碎婚姻：与年轻18岁的土耳其领主间的13年婚姻生活（破婚: 18歳年下のトルコ人亭主と過ごした13年間）》（2016年，新潮社）

- 《值得拥有的眠子之手 及川眠子流作词术（ネコの手も貸したい 及川眠子流作詞術）》（2018年，Rittor Music（日语：リットーミュージック））

- 《即使有人掩盖我（誰かが私をきらいでも）》（2019年，Bestsellers（日语：ベストセラーズ））

### 脚注
1. 1 2  Oikawa 2018.
2. 1 2  Oikawa 2018，第57頁.
3. 1 2  Oikawa 2018，第94頁.
4. ↑  . www.jasrac.or.jp. 日本音乐著作权协会.   [2019-06-30]. （原始内容存档于2013-07-17） （日语）.
5. ↑  Oikawa 2018，第25頁.
6. ↑  Oikawa 2018，第65頁.
7. ↑  Crystalyn Hodgkins. . Anime News Network. 2011-05-25  [2019-06-30]. （原始内容存档于2011-05-27） （英语）.
8. ↑  . 歌Net.   [2019-06-30]. （原始内容存档于2015-02-01） （日语）.
9. ↑  . 活力门. 2015-09-11  [2019-06-30]. （原始内容存档于2015-09-11） （日语）.
10. ↑  Eric Stimson. . Anime News Network. 2015-09-12  [2019-06-30]. （原始内容存档于2015-09-18） （英语）.
11. ↑  Oikawa 2018，第124頁.
12. ↑  Oikawa 2018，第182-186頁.
13. ↑  Oikawa 2018，第36頁.
14. ↑  Oikawa 2018，第187-221頁.

### 文献
- 及川眠子. . 东京都: Rittor Music（日语：リットーミュージック）. 2018-07-20  [2019-06-30]. ISBN 9784845632671. （原始内容存档于2019-06-30）.